# Рэтлифф, Уэйн
Сесил Уэйн Рэтлифф (род. 1946) — американский программист, автор СУБД Vulcan, впоследствии переименованной в dBase II. Выросший в Германии и США, сейчас он проживает в районе Лос-Анджелеса.

## Биография
Рэтлифф родился в 1946 году в Трентоне, штат Огайо, США. С 1969 по 1982 год он работал в корпорации Martin Marietta, занимая различные инженерные и управленческие должности. Он был членом летной группы программы «Викинг», когда космический корабль «Викинг» приземлился на Марсе в 1976 году, и написал систему управления данными MFILE для программного обеспечения поддержки посадочного модуля «Викинг».
В 1978 году Рэтлифф написал Vulcan, приложение для работы с базами данных, которое помогало ему делать ставки на игру футбольных пулов. Написанное на языке ассемблера Intel 8080, приложение работало под управлением операционной системы CP/M и воспроизводило принцип работы JPLDIS, программы, написанной для Univac 1108 и использовавшейся в JPL. После самостоятельной продажи Vulcan с 1979 по 1980 год он передал лицензию на программу, переименованную в dBASE, компании Ashton-Tate. В 1982 году Рэтлифф покинул JPL и присоединился к Ashton-Tate в качестве вице-президента по новым технологиям.
Он никогда не использовал программное обеспечение по его первоначальному назначению; в 1984 году Рэтлифф признался, что dBASE сделал его настолько занятым, что «у меня было время только посмотреть два или три футбольных матча».
Рэтлифф был менеджером проекта dBASE III, а также дизайнером и ведущим программистом.
С 1987 по 1988 год Рэтлифф написал Emerald Bay, клиент-серверный менеджер баз данных.
В настоящее время, выйдя на пенсию Рэтлифф занимается парусным спортом и изучает математику.
Он работал над компьютерными системами для использования в парусных гонках.